# Aetna Chemical
Pour les articles homonymes, voir Aetna.
Aetna Chemical était une filiale canadienne d'une compagnie américaine qui produisait de la poudre à canon. 
Elle opérait à Drummondville au Québec (Canada) entre 1915 et 1919. Elle fut créée pour la Première Guerre mondiale, principalement pour fournir la Grande-Bretagne, en poudre à canon.
Aujourd'hui, il ne reste plus que des ruines de l'ancienne usine. Une école secondaire a été construite sur le site de l'usine à l'angle du boulevard St-Joseph et de la rue Jean-de-Bréboeuf. Cette école se nomme Polyvalente La Poudrière.